# 杜整
杜 整（と せい、生没年不詳）は、西魏から隋にかけての軍人。字は皇育。本貫は京兆郡杜陵県。

## 経歴
渭州刺史の杜闢の子として生まれた。9歳のとき、父を亡くすと、悲しみのあまり骨の立つまでに憔悴し、母に孝事したことで知られた。成長すると、勇敢で膂力にすぐれ、孫子や呉子の兵法を好んで読んだ。西魏の大統末年、武郷侯の爵位を嗣いだ。宇文泰に召されて側近となった。後に宇文護の子の中山公宇文訓に仕えて、親しく待遇され、都督に任ぜられた。北周の明帝のとき、内侍上士となり、儀同三司に累進し、武州刺史に任ぜられた。武帝の下で北斉の平定にあたり、上儀同の位を加えられ、爵位は平原県公に進み、勲曹中大夫となった。
580年、楊堅が丞相となると、杜整の位は開府儀同三司に進んだ。581年、隋が建国されると、上開府の位を加えられ、長広郡公に進み、左武衛将軍に任ぜられた。在職すること数年、母の喪のためひとたび職を去った。586年、突厥が隋の北辺に侵入すると、衛王楊爽が隋軍を統帥して北伐にあたり、杜整はその下で行軍総管兼元帥長史となった。合川まで進んだが、突厥軍と遭遇することなく帰還した。杜整は南朝陳を平定する策を上奏して、文帝（楊堅）に容れられ、行軍総管として襄陽に駐屯することとなった。まもなく病没した。享年は55。諡を襄といった。
子の杜楷が後を嗣いだ。
弟の杜粛もまた知られ、隋の開皇初年に通直散騎常侍・北地郡太守となった。

## 伝記資料
- 『隋書』巻54 列伝第19
- 『北史』巻77 列伝第65